# Kitanka drobnoucha
Kitanka drobnoucha (Trichosurus caninus) – gatunek ssaka z podrodziny kitanek (Trichosurinae) w obrębie rodziny pałankowatych (Phalangeridae).

## Taksonomia
Gatunek po raz pierwszy zgodnie z zasadami nazewnictwa binominalnego opisał w 1836 roku irlandzki przyrodnik William Ogilby nadając mu nazwę Phalangista canina. Miejsce typowe to obszar za rzeką Hunter, około 80 mi (129 km) na północ od Sydney, Nowa Południowa Walia, Australia. Okaz typowy pochodził z kolekcji angielskiego przyrodnika Johna Goulda.
Do 2002 roku bardziej południowe populacje sklasyfikowane obecnie jako T. cunninghami były rozpoznawane jako populacje w obrębie T. caninus. Różnice morfologiczne i genetyczne między T. caninus i T. cunninghami są rzeczywiste, ale małe, a te dwa taksony powinny być może sklasyfikowane jako odrębne podgatunki. 
Autorzy Illustrated Checklist of the Mammals of the World uznają ten gatunek za monotypowy. 

## Zasięg występowania
Kitanka drobnoucha występuje we wschodniej Australii, od południowo-wschodniego Queensland do środkowo-wschodniej Nowej Południowej Walii, w pasmach i równinach przybrzeżnych wzdłuż wschodniego wybrzeża, włącznie z Wielką Wyspą Piaszczystą. Wydaje się, że granica występowania kitanki drobnouchej i kitanki górskiej (T. cunninghami) leży między Sydney a Newcastle w środkowej Nowej Południowej Walii.

## Etymologia
- Trichosurus: gr. θριξ thrix, τριχος trikhos „włosy”; ουρα oura „ogon”[9].
- caninus: łac. caninus „jak pies”, od canis „pies”[10].

## Wygląd
Długość ciała (bez ogona) 40–55 cm, długość ogona 34–42 cm; masa ciała 2,5–4,5 kg. Umaszczenie różnorodne, zazwyczaj szarawe. Podobny do spokrewnionej z nim kitanki lisiej, wyróżnia się niewielkimi, okrągłymi uszami.

## Tryb życia
Kitanki drobnouche prowadzą nocny tryb życia, dzień spędzają ukryte w koronach drzew. Żywią się roślinami, grzybami, czasem polują na owady. Nie łączą się w stada, ale są towarzyskie i chętnie przebywają w pobliżu innych przedstawicieli swojego gatunku.

## Rozmnażanie
Zachowania godowe kitanki drobnouchej nie są do końca poznane. Zakłada się, że jest ona poligamiczna, choć spotykano osobniki wyraźnie skojarzone w pary. Zwierzę rozmnaża się wiosną i latem, ciąża trwa ok. 16 dni po których na świat przychodzi jedno młode. Matka karmi dziecko mlekiem przez ok. 9 miesięcy. Pałanki osiągają dojrzałość płciową w wieku ok. 3 lat. Dożywają średnio 7 lat, najstarszy znany osobnik żył 17 lat.

## Zagrożenie
Kitanka drobnoucha jest pospolita na swoim obszarze występowania. Jako dobry wspinacz potrafi uniknąć większości australijskich drapieżników. Zwierzęta te są czasem uważane za szkodniki i zabijane, ponieważ lubią żerować na plantacjach sosnowych. Ludzie polują na nie także ze względu na cenne futro.